# Сравнение (социальные науки)
Сравнение в ряде социальных наук (психологии, социологии и др.) и в философии — 1) научно-философский метод, направленный на способ познания единичного, особенного и всеобщего; играет роль в познании движения и изменения вещей, а также в раскрытии причин отдельных явлений; является способом классификации и систематизации предметов и явлений, необходимой составляющей любого умозаключения, одним из средств доказательства 2) предмет исследования конкретных дисциплин (в логике, лингвистике, психологии, социологии и др.). Так, в логике, сравнение — это установление сходства и различий объектов и явлений действительности . В лингвистике, сравнение (компаративность) — это, факт языка — в большинстве случаев — синтаксическая или стилистическая категория, а в более общем смысле — определённое, сформированное в конкретной культуре языковое средство, в котором отразились, в ходе исторического развития, некоторые результаты познавательной деятельности людей. В психологии, сравнение - это одна из ключевых операций осуществляемых человеком при познании окружающего мира, себя самого и других людей, а также в ситуациях решения разнообразных, в частности, когнитивно-коммуникативных задач, находящаяся в зависимости от условий (контекста), в котором она совершается, которая не может быть понята, вне единство процесса, в ходе которого она осуществляется, результата, к которому приводит и субъекта, который её осуществляет.
Сравнение лежит в основе любого оценочного суждения; рассматривается в качестве условия процессов субъективного измерения, эмпирического обобщения, категоризации и идентификации объектов и явлений; служит средством формирования представлений человека, элементарных понятий, системы знаний; играет важную роль в мнемических процессах; является одной из важных составляющих процесса познавательного развития.
Сравнение может рассматриваться как познавательная операция, лежащая в основе суждений о сходстве или различии объектов. С помощью сравнения выявляются качественные и количественные характеристики предметов, явлений и процессов.

## Модели сравнения
В когнитивных науках, в рамках моделей распознавания сложных конфигураций, выделяется целый ряд таких моделей:
- теория сопоставления с шаблоном (Solso)
- модели сопоставления с прототипом
- модели сопоставления по отличительным признакам (опираются на идеи Э. Гибсона), например, модель пандемониума Сэлфриджа
- компьютерные модели к распознаванию конфигураций (модели сравнения с прототипом и модели сопоставления по отличительным / признакам) (Matlin). Например, теория геонов — распознавание по компонентам (Biederman)

Сравнению придаётся большая роль в рамках процессов категоризации и формирования понятий.
Также, в рамках когнитивной науки рассматриваются и другие модели сравнения:
- Модель сравнения по сходным признакам (модель контраста А. Тверски)
- Теория сравнения как структурного взаимоотображения (Д. Гентнер и др.)